# Christopher Zeeman
Erik Christopher Zeeman FRS (Japão, 4 de fevereiro de 1925 - 13 de fevereiro de 2016) foi um matemático britânico nascido no Japão. Conhecido por seu trabalho em topologia geométrica e teoria das singularidades.

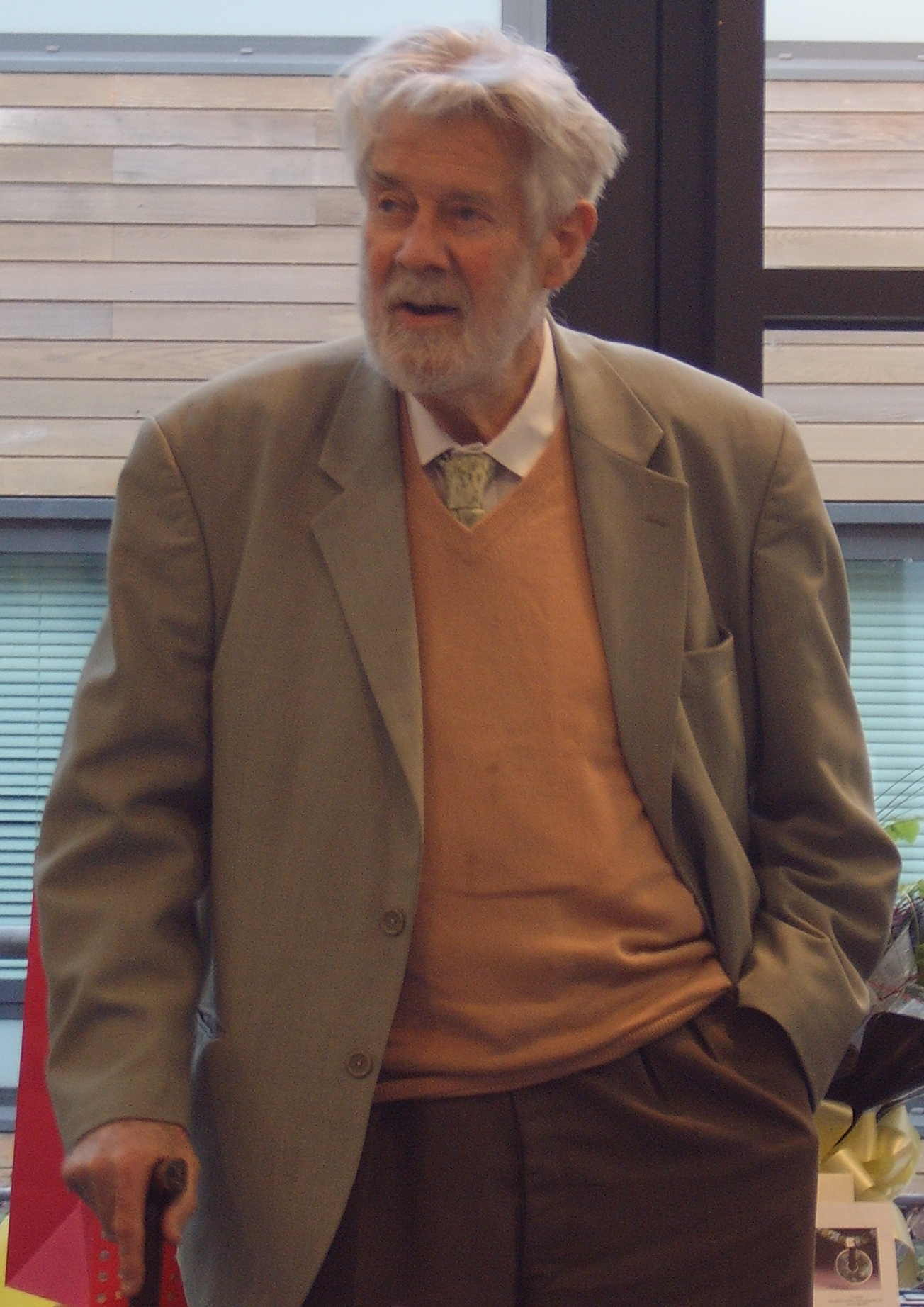
Sir Christopher no Warwick Mathematics Institute em dezembro de 2009

## Obras
- Catastrophe theory. Selected Papers, 1972-1977. Addison-Wesley 1977.
- Bifurcation and catastrophe theory. Contemporary Mathematics, Volume 9, 1981.
- Catastrophe Theory. Scientific American, Abril de 1976.
- Geometry and perspective. 1987 (também em vídeo).
- Gyroscopes and boomerangs. Royal Institution 1989 (também em vídeo).
- Recommended theorems in 3-dimensional geometry. 2000.
- Gears from the Greeks. Proc. Royal Institution, Volume 58, 1986, p. 139 (sobre a máquina de Anticítera).
- Unknotting combinatorial balls. Ann. of Math. (2) 78 1963, 501–526.
- The generalised Poincaré conjecture. Bull. Amer. Math. Soc. 67 1961, 270.